# Haymarketmassakern

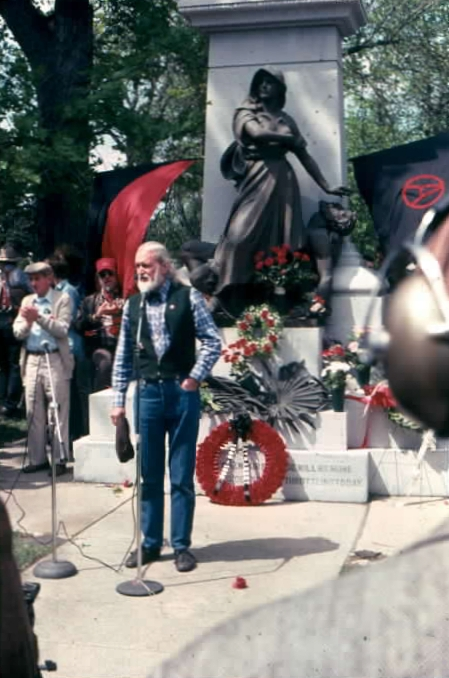
1 maj 1986 hedrades offren med en manifestion. Talaren på bilden är folksångaren Utah Phillips.

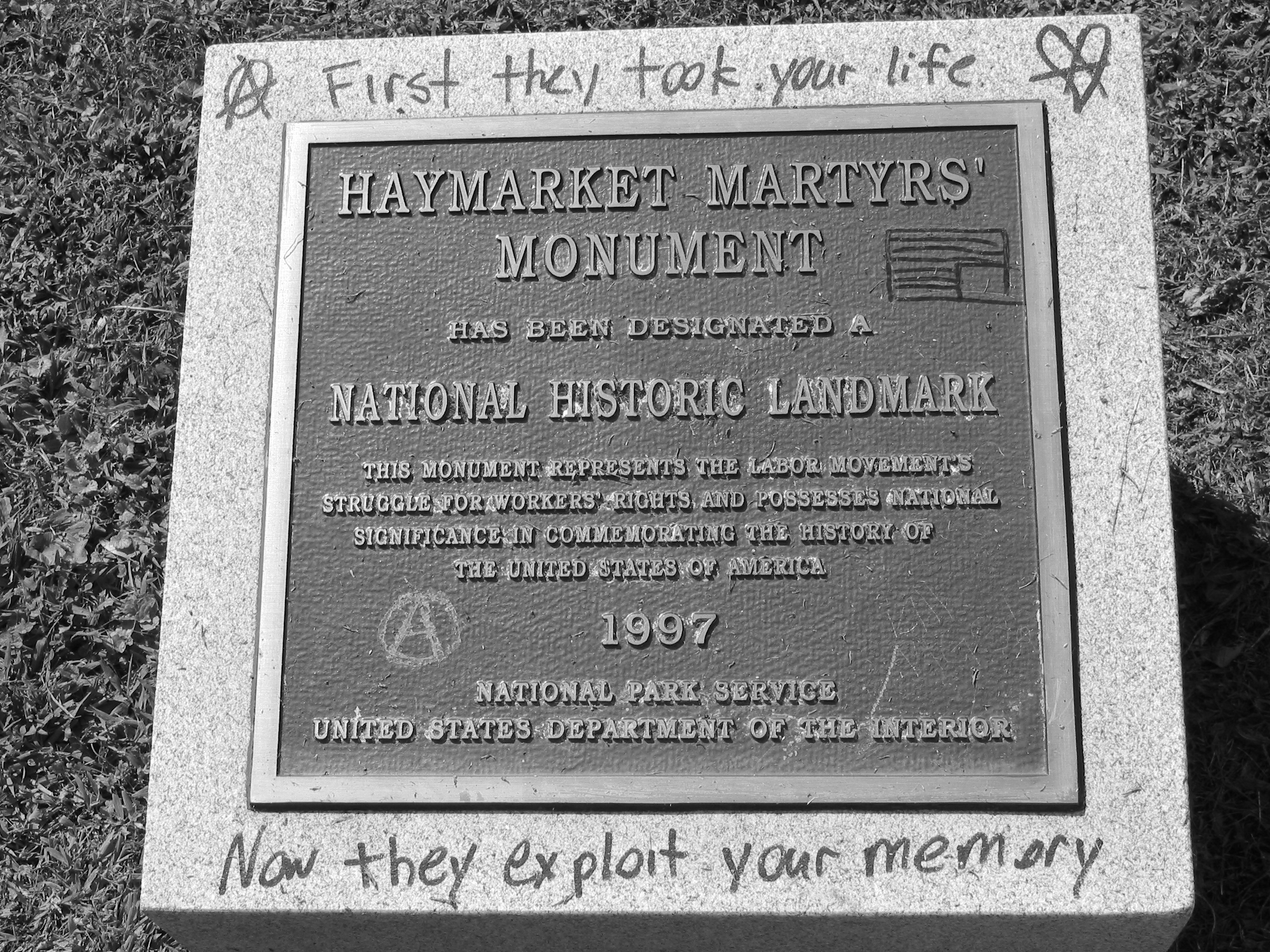
På kyrkogården där offren ligger finns ett monument med denna inskription som uppfördes 1997.

Haymarketmassakern (engelska: Haymarket Riot) inträffade i Chicago den 4 maj 1886. Denna dag avled åtta poliser och fyra strejkande arbetare, i samband med en demonstration med bombkastning och beskjutning mellan olika grupper på torget Haymarket. Strejken gällde rätten till åtta timmars arbetsdag.

## Förlopp

### Massakerna
Demonstrationen på torget Haymarket samlade strejkande arbetare som villa ha åtta timmars arbetsdag. Omkring 200 poliser ingrep och började upplösa demonstrationen, när någon kastade en bomb från en sidogata. I det kaos som följde började polisen och några arbetare beskjuta varandra vilket ledde till åtta polisers och minst fyra arbetares död.
Hur många arbetare som dog vet man inte exakt, eftersom en del arbetare dog senare på grund av skador som de åsamkats vid demonstrationen. Av poliserna dog minst en av skadorna från bomben och sju andra i sviter av skador de åsamkats, en del förmodligen efter beskjutning av andra poliser i det kaos som rådde efter bombexplosionen. Dagen före hade två demonstrerande arbetare skjutits ihjäl av polisen.

### Efterspel
Åtta anarkister greps och åtalades för att ha medverkat till att en bomb kastades mot polisen. Louis Lingg och sex andra dömdes till döden, medan Oscar Neebe dömdes till ett femton år långt fängelsestraff. Fyra av de dömda; August Spies, Albert Parsons, Adolph Fischer och George Engel hängdes den 11 november 1887. Lingg begick däremot självmord i fängelset dagen innan han och de andra skulle hängas.
Illinois guvernör Richard James Oglesby omvandlade två av de andra dödsstraffen till livstids fängelsestraff. När processen några år senare togs upp på nytt blev det uppenbart att ett justitiemord hade begåtts – inga bindande bevis för brott fanns. De tre överlevande släpptes ur fängelset, medan de döda blev martyrer för arbetarrörelsen.
Det är en utbredd uppfattning att det var till minnet av Haymarketmassakern som första maj antogs som arbetarrörelsens internationella kampdag. Exempelvis säger Sveriges Radios Johan Mathias Sommarström att "Man kan nog säga att August Spies ord vid galgen, om att vår tystnad från graven blir mäktigare än våra röster som ni dödar i dag, har blivit besannade. För det är till minne av händelsen vid Haymarket i Chicago som arbetarrörelsen runt om i världen firar 1 maj och högtidlighåller den som arbetarnas dag."
Denna historieskrivning är emellertid omdiskuterad. På Andra internationalens första kongress i Paris 1889 enades man om en resolution där man krävde lagstiftning om åtta timmars arbetsdag och att för att driva detta krav organisera en internationell kampdag den 1 maj året efter. Haymarket nämndes inte i resolutionen och det saknas evidens för att Haymarketmassakern nämndes under diskussionerna som ledde fram till beslutet. Däremot har olika grupper i efterhand lyft minnet av Haymarketmassakern på första maj.